# Arroyo Cepeda
El Arroyo Cepeda (The Stock Brook en el original inglés) es, en el universo imaginario creado por el escritor británico J. R. R. Tolkien, un arroyo de la Cuaderna del Este de La Comarca, y un tributario de menor importancia del río Brandivino. 
Nace en las colinas del Bosque Cerrado, y de allí fluye hacia el este y el norte; en su descenso de las colinas «el lecho era profundo, los bordes empinados y resbaladizos, cubiertos de zarzas» y con muchos arbustos que crecían a orillas del agua, pero las «márgenes del arroyo se hacían más bajas en la llanura, se separaban y eran menos profundas». 
Atraviesa la región del Marjala y pasa a través del extremo meridional de la aldea de Cepeda, de allí su nombre. Desemboca en el Brandivino unas pocas millas al norte de Balsadera.
En La Comunidad del Anillo, Frodo, Sam, Merry y Pippin, tras el segundo encuentro con el Jinete Negro, deciden tomar «un atajo» que los lleva a Marjala, y deben caminar durante varias horas por la orilla occidental del Arroyo Cepeda, buscando un lugar en donde vadearlo, resultando lastimados por las espinas de los arbustos de la orilla, y con muy mal humor.